# کنی هاتز
کنی هاتز (انگلیسی: Kenny Hotz؛ زادهٔ ۳ مهٔ ۱۹۶۷) یک هنرپیشه، فیلم‌نامه‌نویس، و تهیه‌کننده اهل کانادا است. وی از سال ۱۹۹۴ میلادی تاکنون مشغول فعالیت بوده‌است.